# Bîtkiv
Bîtkiv (în ucraineană Битків) este o așezare de tip urban din raionul Nadvirna, regiunea Ivano-Frankivsk, Ucraina. În afara localității principale, nu cuprinde și alte sate.

## Demografie
Componența lingvistică a așezării de tip urban Bîtkiv
     Ucraineană (99,37%)
     Alte limbi (0,61%)
Conform recensământului din 2001, majoritatea populației așezării de tip urban Bîtkiv era vorbitoare de ucraineană (99,37%), existând în minoritate și vorbitori de alte limbi.